# NGC 1575
NGC 1575 (другие обозначения — NGC 1577, MCG -2-12-14, IRAS04239-1012, PGC 15090) — галактика в созвездии Эридан.
Этот объект занесён в новый общий каталог несколько раз, с обозначениями NGC 1575, NGC 1577.
Этот объект входит в число перечисленных в оригинальной редакции «Нового общего каталога».